# Sân bay quốc tế Orlando

Sơ đồ sân bay MCO

Sân bay quốc tế Orlando (IATA: MCO, ICAO: KMCO, LID FAA: MCO) là một sân bay quốc tế lớn cách khu vực trung tâm thành phố Orlando, tiểu bang Florida, Hoa Kỳ 6 dặm (9,7 km) về phía đông nam. Năm 2016, sân bay phục vụ 41.923.399 lượt khách, đưa nó trở thành sân bay bận rộn thứ nhì ở tiểu bang Florida (sau Sân bay quốc tế Miami), và xếp thứ 41 thế giới về lượng khách thông qua năm đó.
Sân bay là trạm trung chuyển của hãng Silver Airways và là thành phố trọng điểm của Delta Air Lines, Frontier Airlines, JetBlue Airways, Southwest Airlines, và Spirit Airlines. Southwest Airlines là hãng vận chuyển nhiều lượt khách nhất ở sân bay này. Sân bay là cửa ngõ quan trọng của khu vực miền trung Florida với các chuyến bay của các hãng vận chuyển nước ngoài. Với diện tích 53,83 km2 (13.300 mẫu Anh), MCO là một trong những sân bay thương mại lớn nhất Hoa Kỳ.
Mã sân bay MCO được lấy từ tên gọi cũ của sân bay là Căn cứ Không quân McCoy, một căn cứ của Bộ chỉ huy Không quân chiến thuật Hoa Kỳ (Strategic Air Command - SAC), đóng cửa vào năm 1975 sau khi Chiến tranh Việt Nam kết thúc.
Về mặt dịch vụ hàng không thương mại, khu vực Đại Orlando cũng được phục vụ bởi Sân bay quốc tế Orlando Sanford (SFB), và ít trực tiếp hơn bởi Sân bay quốc tế Daytona Beach (DAB), Sân bay quốc tế Orlando Melbourne (MLB), Sân bay quốc tế Tampa (TPA), và Sân bay quốc tế St. Pete–Clearwater (PIE).

## Nhà ga và phòng chờ
Sân bay quốc tế Orlando có thiết kế hub-and-spoke với một nhà ga trung tâm và 4 cánh phòng chờ được tiếp cận thông qua hệ thống tàu điện trên cao. Năng lực phục vụ của sân bay hiện tại đạt 43 triệu khách một năm. Nhà ga trung tâm được chia ra làm 2 phần là nhà ga A (nằm ở phía bắc) và nhà ga B (nằm ở phía nam). Cả hai nhà ga đều có các quầy làm thủ tục hành khách và hệ thống băng chuyền hành lý. Cả hai sử dụng chung hai chốt kiểm tra an ninh: chốt phía tây dẫn tới Cánh 1 và 3, chốt phía đông dẫn tới Cánh 2 và 4. Tổng số cổng tại sân bay là 129. Không giống như thiết kế tương tự được dùng ở Tampa, hành khách phải thông qua chốt an ninh trước khi đi tàu điện tới các cánh phòng chờ.
Cánh 1, 3 và 4 được thiết kế bởi KBJ Architects trong khi cánh 2 được thiết kế bởi Hellmuth, Obata and Kassabaum, Helman Hurley Charvat Peacock Architects, và Rhodes + Brito Architects. C.T. Hsu + Associates và Rhodes + Brito Architects thiết kế các cải tiến ở cánh 1 và 3, hoàn thành vào tháng 4 năm 2010.
Cánh 4 là cánh phục vụ các chuyến bay quốc tế chính của sân bay; cánh 1 cũng đảm nhiệm một vài chuyến bay quốc tế. Khách quốc tế được yêu cầu kiểm tra hải quan hay làm thủ tục nhập cảnh sẽ được xử lý ngay tại cánh nhà ga mà họ tới. Sau khi làm thủ tục nhập cảnh Hoa Kỳ, hành khách sẽ lấy hành lý và khai báo hải quan. Khi khai báo hoàn tất, hành khách sẽ di chuyển bằng tàu điện tới nhà ga trung tâm. Cánh 4 có thang máy tiếp cận trực tiếp nối từ sảnh nhập cảnh tới tàu điện. Điều này giúp hành khách đến không phải đi qua chốt kiểm tra an ninh ở giữa khu vực hải quan và tàu điện và do đó, họ có lựa chọn là mang theo hành lí kí gửi theo mình lên tàu điện hoặc đặt hành lí lên băng chuyền ở sảnh hải quan để được vận chuyển tới thẳng băng chuyền lấy hành lí ở nhà ga trung tâm. Hành khách nối chuyến ở Cánh 4 hoặc làm thủ tục nhập cảnh ở Cánh 1, cũng như nhân viên sân bay, sẽ phải qua kiểm tra an ninh trước khi ra khỏi khu vực hải quan.
Sân bay có một khách sạn Hyatt Regency ngay bên trong nhà ga trung tâm, nằm ở phía đông tòa nhà. Nhà ga trung tâm cũng có một sảnh lớn cho hành khách chờ với vài quán bar, nhà hàng và không gian hội nghị. 

### Nhà ga A
Nhà ga A nằm ở phía bắc nhà ga trung tâm, có đường tàu điện trên cao nối đến Cánh 1 và Cánh 2.

#### Cánh 1
- Cổng 1–29
- Cánh đón hành khách quốc tế phụ trợ
- Là một phần của nhà ga ban đầu, mở cửa vào năm 1981.
- Các hãng hàng không khai thác các chuyến bay định kì ở Cánh 1: Aeroméxico, Avianca, Azul, Copa Airlines, Frontier, Icelandair, JetBlue, LATAM Brasil, LATAM Chile, LATAM Perú, Silver Airways
- Các hãng hàng không thuê chuyến khai thác ở Cánh 1: Magnicharters, Miami Air International, XTRA Airways, World Atlantic Airways
- Cổng 20, 22-28 có khả năng tiếp nhận các chuyến bay quốc tế.

#### Cánh 2
- Cổng 100–129
- Các hãng hàng không khai thác các chuyến bay định kì ở Cánh 2: Alaska Airlines, Southwest Airlines, Virgin America

### Nhà ga B
Nhà ga B nằm ở phía nam nhà ga trung tâm, có đường tàu điện trên cao nối đến Cánh 3 và Cánh 4. 

#### Cánh 3
- Cổng 30–59
- Phòng chờ: Admirals Club, United Club
- Là một phần của nhà ga ban đầu, mở cửa vào năm 1981.
- Các hãng hàng không thuê chuyến khai thác ở Cánh 3: American Airlines, Spirit Airlines, United Airlines

#### Cánh 4
- Cổng 30–59
- Cánh đón hành khách quốc tế chính
- Phòng chờ: The Club at MCO, Sky Club
- Các hãng hàng không thuê chuyến khai thác ở Cánh 4: Aer Lingus, Air Canada, Air Canada Rouge, Air Transat, Bahamasair, British Airways, Caribbean Airlines, Delta Air Lines, Emirates, Eurowings, Lufthansa, Norwegian Long Haul, Sun Country Airlines, Sunwing Airlines, Thomas Cook Airlines, Virgin Atlantic, Volaris, WestJet
- Cổng 80-87 có khả năng tiếp nhận các chuyến bay quốc tế, và cổng 90, 92, 94, và 96 có thể tiếp nhận cả các chuyến bay quốc tế và nội địa.

### Mở rộng và nâng cấp nhà ga

#### Nhà ga Liên phương tiện
Nhà ga Liên phương tiện (Intermodal Terminal Facility - ITF) hiện đang được xây dựng cách nhà ga hành khách chính khoảng 1 mi (1,6 km) về phía nam. Nhà ga này, được góp vốn một phần bởi Bộ Giao thông Vận tải Florida, sẽ trở thành một trạm dừng cho các dịch vụ đường sắt gồm tuyến đường sắt tốc độ cao Brightline (kết nối tới Fort Lauderdale và Miami), tuyến đường sắt ngoại ô SunRail (hiện chạy từ Pine Castle tới DeBary), và một tuyến đường sắt hạng nhẹ đang được nghiên cứu kết nối tới khu vực International Drive và Trung tâm Hội nghị Quận Cam. Nhà ga này sẽ được kết nối với nhà ga chính hiện tại bằng hệ thống tàu điện trên cao. Xây dựng cùng nhà ga là một bãi đậu xe 2.500 chỗ.

#### Tổ hợp Nhà ga Nam
Tháng 5 năm 2015, Ban giám đốc Cục Hàng không Đại Orlando đã chấp thuận dự án công trình Tổ hợp Nhà ga Nam (South Terminal Complex) với kinh phí 2.1 tỷ USD, xây dựng ở ngay phía nam nhà ga hành khách hiện hữu. Nhà ga Nam sẽ được xây dựng ngay bên cạnh Nhà ga Liên phương tiện và sẽ được kết nối với nhà ga phía bắc bằng hệ thống tàu điện trên cao tự động. Giai đoạn I, còn được gọi là "Nhà ga C", có diện tích 300 mẫu Anh (120 ha) với vài đường lăn và bãi đỗ mới, nhà ga rộng 2.700.000 foot vuông (250.000 m2) với 16 cửa ra máy bay, dự kiến được hoàn thành vào mùa thu năm 2020. Khi hoàn tất tất cả các giai đoạn, nhà ga Nam sẽ có 120 cửa ra máy bay, nâng công suất toàn sân bay lên 80-100 triệu hành khách mỗi năm.

## Hãng hàng không và tuyến bay

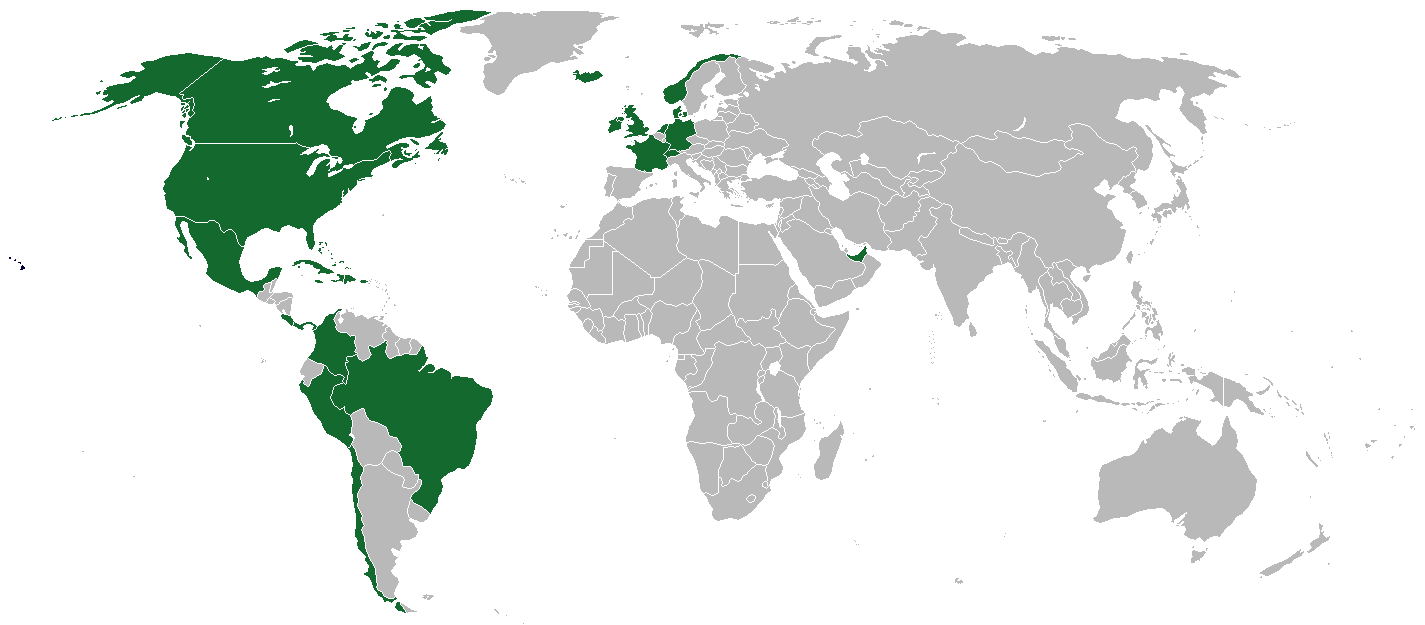
Các quốc gia có đường bay đi và đến Orlando (MCO) bao gồm các chuyến bay theo mùa và trong tương lai

### Hành khách
| Hãng hàng không         | Các điểm đến | Nhà ga/ Cánh |
| ----------------------- | --- | ------------ |
| Aer Lingus              | Dublin | A/1          |
| Aeroméxico              | Thành phố México | A/1          |
| Air Canada              | Montréal–Trudeau, Ottawa, Toronto–Pearson Theo mùa: Halifax, Vancouver | B/4          |
| Air Transat             | Montréal–Trudeau, Toronto–Pearson Theo mùa: Halifax, Moncton, Québec City | A/1          |
| Alaska Airlines         | Los Angeles (bắt đầu từ 25/4/2018), Portland (OR), San Diego, San Francisco (bắt đầu từ 25/4/2018), Seattle/Tacoma | A/1          |
| American Airlines       | Charlotte, Chicago–O'Hare, Dallas/Fort Worth, Los Angeles, Miami, New York–JFK, New York–LaGuardia, Philadelphia, Phoenix–Sky Harbor, Washington–National | B/3          |
| Avianca                 | Bogotá | A/1          |
| Azul Brazilian Airlines | Belo Horizonte-Confins, Campinas, Recife | A/1          |
| Bahamasair              | Nassau Theo mùa: Freeport | B/3          |
| British Airways         | London–Gatwick | B/4          |
| Caribbean Airlines      | Port of Spain Theo mùa: Kingston–Norman Manley, | A/1          |
| Copa Airlines           | Panama City–Tocumen | A/1          |
| Delta Air Lines         | Amsterdam(bắt đầu từ 30/3/2018), Atlanta, Boston, Cincinnati, Detroit, Indianapolis, Los Angeles, Miami, Minneapolis/St. Paul, New York–JFK, New York–LaGuardia, Raleigh/Durham, Salt Lake City, São Paulo–Guarulhos, Seattle/Tacoma Theo mùa: Birmingham (AL)Cancún, Cleveland, Columbus–Glenn, Grand Rapids, Hartford, Kansas City, Las Vegas, Louisville, Memphis, Milwaukee, Nashville, Pittsburgh, St. Louis, Washington–National | B/4          |
| Edelweiss Air           | Zürich | B/4          |
| Emirates                | Dubai–International | B/4a         |
| Frontier Airlines       | Atlanta, Buffalo, Charlotte, Chicago–O'Hare, Cincinnati, Cleveland, Colorado–Springs, Columbus–Glenn, Denver, Detroit, Grand Rapids, Indianapolis, Las Vegas, Long Island/Islip, Los Angeles, Milwaukee, Minneapolis/St. Paul, Nashville, New Orleans, Philadelphia, Pittsburgh, Raleigh/Durham, St. Louis, San Juan Trenton, Washington–Dulles Theo mùa: Austin, Cedar Rapids/Iowa City, Des Moines, Knoxville, Madison, Memphis, Minneapolis/St. Paul, Omaha, Phoenix–Sky Harbor, Pittsburgh, San Antonio (bắt đầu từ 8/4/2018), San Diego, San Francisco, Tulsa (bắt đầu từ 8/4/2018) | A/1          |
| Gol Airlines            | Brasília (bắt đầu từ 4/11/2018), Fortaleza (bắt đầu từ 4/11/2018) |              |
| Icelandair              | Theo mùa: Reykjavík–Keflavík | B/3          |
| JetBlue Airways         | Aguadilla, Albany, Atlanta, Austin, Baltimore, Boston, Bogotá, Buffalo, Cancún, Hartford, Thành phố México, Montego Bay, Nassau, New York–JFK, New York–LaGuardia, Newark, Newburgh, Ponce, Port-au-Prince, Providence, Richmond, Salt Lake City, San José de Costa Rica, San Juan, Santo Domingo–Las Américas, Syracuse, Washington–National, White Plains, Worcester | A/1          |
| LATAM                   | Fortaleza (bắt đầu từ 5/7/2018), Lima, Rio de Janeiro–Galeão, São Paulo–Guarulhos Theo mùa: Santiago de Chile | B/4          |
| Lufthansa               | Frankfurt | B/4          |
| Norwegian Air Shuttle   | London–Gatwick, Oslo–Gardermoen Theo mùa: Copenhagen, Paris–Charles de Gaulle | B/4b         |
| Silver Airways          | Fort Lauderdale, Fort Myers, Key West, Pensacola, Tallahassee Theo mùa: Marsh Harbour, North Eleuthera | B/3          |
| Southwest Airlines      | Albany, Aruba (kết thúc vào 7/3/2018), Atlanta, Austin, Baltimore, Birmingham (AL), Buffalo, Chicago–Midway, Columbus-Glenn, Dallas–Love, Denver, Fort Lauderdale, Grand Rapids, Hartford, Houston–Hobby, Indianapolis, Kansas City, Las Vegas, Long Island/Islip, Louisville, Manchester (NH), Memphis, Milwaukee, Montego Bay, Nashville, Newark, New Orleans, Norfolk, Oakland (bắt đầu từ 15/7/2018), Philadelphia, Phoenix–Sky Harbor, Pittsburgh, Providence, Raleigh/Durham, Rochester (NY), San Antonio, San Diego, San Juan, San Jose (CA), St. Louis, Washington–Dulles, Washington–National Theo mùa: Albuquerque, Boston, Cleveland, Detroit, Flint (kết thúc vào 7/4/2018), Minneapolis/St. Paul, Oaklahoma City, Omaha (khởi động lại từ 7/6/2018), Portland (ME), Tulsa (bắt đầu từ 9/6/2018) | A/2          |
| Spirit Airlines         | Akron/Canton, Atlanta, Atlantic City, Baltimore, Chicago–O'Hare, Cleveland, Columbus-Glenn (bắt đầu từ 15/2/2018), Dallas/Fort Worth, Detroit, Fort Lauderdale, Houston–Intercontinental, Kansas City, Las Vegas (bắt đầu từ 12/4/2018), Latrobe/Pittsburgh, Minneapolis/St. Paul, New Orleans, Newark, Thác Niagara, Philadelphia, Pittsburgh, Plattsburgh (NY), Richmond (bắt đầu từ 15/3/2018), San Juan, | B/3          |
| Sun Country Airlines    | Minneapolis/St. Paul | B/4          |
| Sunrise Airways         | Port-au-Prince |              |
| Sunwing Airlines        | Toronto–Pearson Theo mùa: Halifax, Moncton, Winnipeg | A/1          |
| Thomas Cook Airlines    | Theo mùa: Birmingham (UK), Glasgow, London–Gatwick, London–Stansted, Manchester (UK) | B/4          |
| United Airlines         | Chicago–O'Hare, Cleveland, Denver, Houston–Intercontinental, Los Angeles, Newark, San Francisco, Washington–Dulles | B/3          |
| Virgin America          | Los Angeles, San Francisco (cùng kết thúc vào 24/4/2018) | A/2          |
| Virgin Atlantic         | London–Gatwick, Manchester (UK) Theo mùa: Belfast–International, Glasgow | B/4c         |
| Volaris                 | Guadalajara, Thành phố México | A/1          |
| WestJet                 | Calgary, Halifax, St. John's, Toronto–Pearson Theo mùa: Edmonton, Hamilton (ON), London (ON), Moncton, Montréal–Trudeau, Ottawa, Regina, Vancouver, Winnipeg | A/1          |

Ghi chú:
^a  Emirates gửi và lấy hành lý ở nhà ga A nhưng sử dụng Cánh 4, thuộc nhà ga B.
^b  Norwegian Air Shuttle gửi và lấy hành lý ở nhà ga A nhưng sử dụng Cánh 4, thuộc nhà ga B.
^c  Virgin Atlantic gửi và lấy hành lý ở nhà ga A nhưng sử dụng Cánh 4, thuộc nhà ga B.

### Hàng hóa
| Hãng hàng không | Các điểm đến                                                                   |
| --------------- | ------------------------------------------------------------------------------ |
| ABX Air         | Cincinnati, Miami                                                              |
| FedEx Express   | Fort Lauderdale, Indianapolis, Memphis                                         |
| FedEx Feeder    | Tallahassee                                                                    |
| UPS Airlines    | Columbia, Fort Lauderdale, Dallas/Fort Worth, Louisville, Newark, Ontario (CA) |